# 晚生內車站
晚生內站（日语：／ Osokinai eki */?）是位於北海道樺戶郡浦臼町字晚生內，原隸屬於北海道旅客鐵道（JR北海道）札沼線（學園都市線）的铁路废站。電報略號為。
車站名稱源自阿伊努語「o-sotki-nay」或者「o-soske-nay」，分別代表有下游很高的河流及下游崩塌的河流。

## 歷史
- 1935年（昭和10年）10月3日：國有鐵道札沼線石狩當別車站至浦臼車站路段開始營運。同時本車站開始營業。
- 1943年（昭和18年）10月1日：由於第二次世界大戰戰事惡化，札沼線的石狩月形車站至石狩追分車站指定為不要不急線而停止營運。本車站亦停止營運。
- 1946年（昭和21年）12月10日：札沼線石狩當別站至本車站路段恢復營運。同時本車站恢復營業。
- 1949年（昭和24年）6月1日：本路線由日本國有鐵道（國鐵）繼承。
- 1961年（昭和36年）6月12日：車站業務委託化。
- 1979年（昭和54年）2月1日：停止貨物及行李裝卸服務。同時車站簡易委託化。
- 1987年（昭和62年）4月1日：由於國鐵分割民營化，車站由JR北海道管理。
- 1991年（平成3年）3月16日：札沼線的暱稱設定為「學園都市線」[2][3]。
- 1996年（平成8年）3月16日：札沼線石狩當別站至新十津川站的列車開始一人控制。
- 2007年（平成19年）8月1日：停止發售簡易委託的車票，車站完全無人化。
- 2020年（令和2年）
  - 4月17日：受冠状病毒病疫情影响，北海道醫療大學站至本站提前停駛[4]。
  - 5月7日：札沼线北海道医疗大学站-新十津川站区间废线，本站废站[5]。

## 車站構造
废站前為側式月台1面1線的地面車站。車站內設置雙模式車輛（DMV，Dual Mode Vehicle）的轉換實驗設備。由石狩月形車站管理的無人車站。
過去（1976年）曾是設有島式月台的車站，站房旁往札幌方向設有連接低地台貨物月台的專用線，因此實際上車站為使用站房背後路軌的側式月台車站。後來相關設施在停止貨物裝卸業務後已拆除。

## 載客量
- 2011年至2015年度平均每天載客量少於10人[6]。

| 載客量 | 載客量       |
| 年份   | 每天平均人次 |
| ------ | ------------ |
| 2011年 | 2            |
| 2012年 | 0            |
| 2013年 | 0            |
| 2014年 | 0            |

## 車站周邊
附近為小型的社區。
- 國道275號
- 北海道道1159號美唄浦臼線 - 美浦渡船碼頭
- 砂川警察署晚生內駐在所
- 晚生內郵局
- 浦臼町營巴士「晚生內市街」站牌
  - JR北海道巴士石狩線廢除後的替代路線。

## 相鄰車站
北海道旅客鐵道（JR北海道）
札沼線（學園都市線）
札比內－晚生內－札的